# عثمان‌آباد (چابهار)
عثمان‌آباد، روستایی در دهستان کمبل سلیمان بخش مرکزی شهرستان چابهار در استان سیستان و بلوچستان ایران است.

## جمعیت
بر پایه سرشماری عمومی نفوس و مسکن در سال ۱۳۹۵، جمعیت این روستا برابر با ۲٬۶۸۰ نفر (۶۶۱ خانوار) بوده‌است.